# Confederação Geral dos Trabalhadores Galegos
A Confederação Geral dos Trabalhadores Galegos (CGTG) foi um sindicato galego de tipo nacionalista, formado em 1985 como cisão da Intersindical Nacional dos Trabalhadores Galegos (INTG). 

## Origens
No contexto do movimentado ano 1984 na Galiza, o sucesso das três greves gerais convocadas pela INTG com Xan Carballo à frente não impediu a formação de uma corrente crítica interna, vinculada principalmente ao recém fundado Partido Socialista Galego-Esquerda Galega (PSG-EG) e formada por quadros e militantes provenientes da Central de Trabalhadores Galegos (CTG) e da Confederação Sindical Galega (CSG). Essa corrente interna, denominada Convergência Sindical Nacionalista (CSN), abandonou a INTG em 1985 e constituiu a CGTG, celebrando o seu I Congresso em outubro de 1985. Nele, Fernando Acuña foi eleito secretário geral.

## Eleições de 1986
Nas eleições sindicais de 1986, a CGTG atingiu 1.087 delegados pelos 1.067 delegados da INTG, o que significava claramente que o sindicalismo nacionalista galego se achava cindido e, à vez, parelho em representação.

## Reunificação
Contudo, as duas organizações permaneceram agindo separadamente até 1990, quando ambas decidiram formar uma coligação para concorrer às eleições sindicais daquele ano sob o nome de Convergência Intersindical Galega. Sobre essa candidatura unificada de 1990, a unificação orgânica produziu-se em 1994, dando origem à Confederação Intersindical Galega. Fernando Acuña, que tinha sido designado secretário geral da CGTG e que estava vinculado então ao partido Unidade Galega foi designado secretário geral nos dois primeiros congressos do sindicato.